# Granica Wolnego Miasta Krakowa z Cesarstwem Austriackim

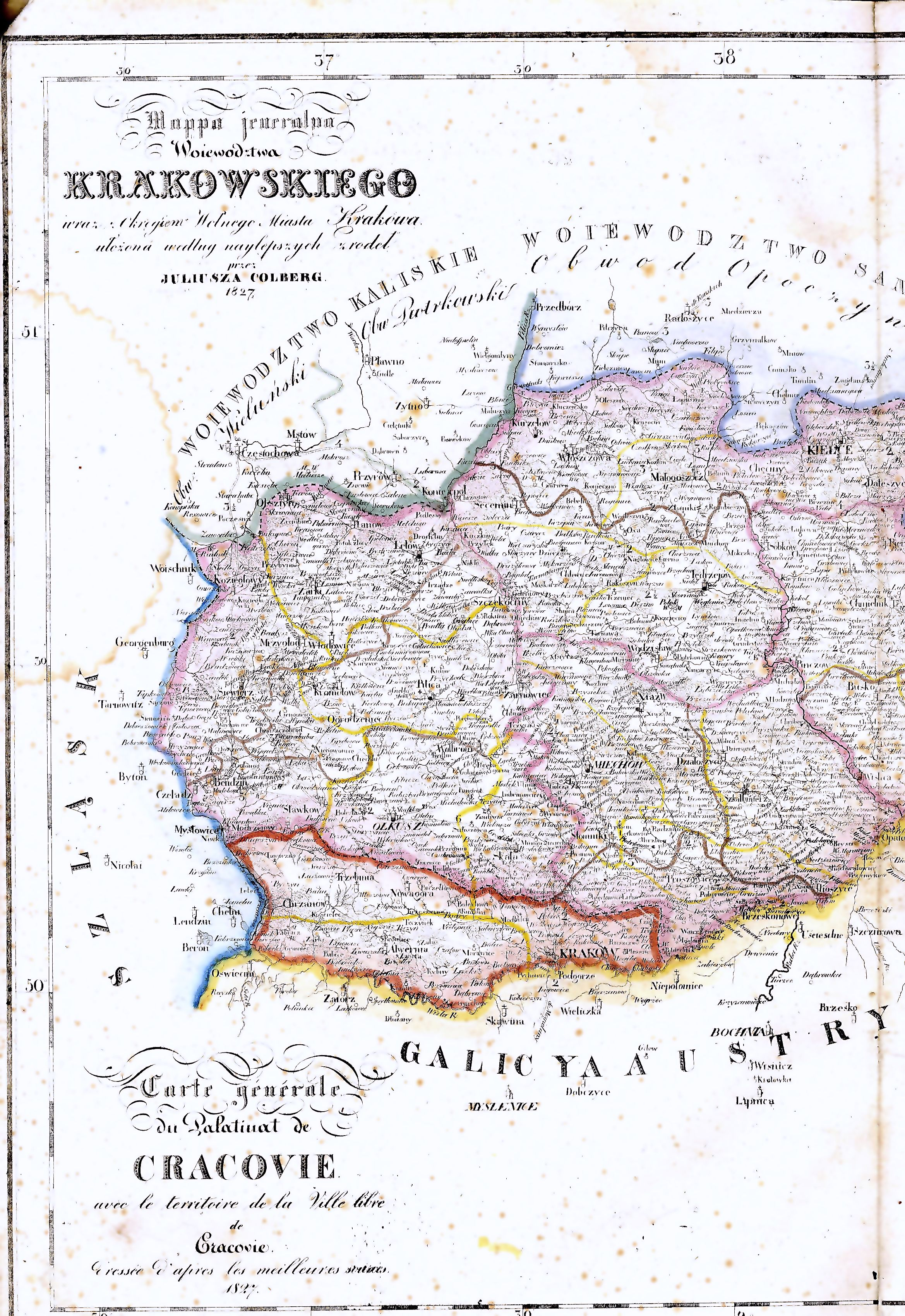
Mapa z zaznaczonymi granicami Wolnego Miasta Krakowa. Południową granicę z Cesarstwem Austriackim wyznaczała rzeka Wisła

Granica Wolnego Miasta Krakowa z Cesarstwem Austriackim – dawna granica państwowa między Wolnym Miastem Kraków a Cesarstwem Austriackim. Istniała w okresie istnienia Wolnego Miasta Krakowa, w latach 1815–1846. Granicę na całej jej długości stanowiła rzeka Wisła.
Granica istniała od momentu powstania Wolnego Miasta Krakowa 18 października 1815 roku, do czasu jego likwidacji i włączenia do Cesarstwa Austriackiego 16 listopada 1846 roku.
Granicę na całej jej długości stanowiła rzeka Wisła. Rozpoczynała się u ujścia Przemszy do Wisły (okolice Oświęcimia), gdzie zbiegały się granice Wolnego Miasta Krakowa, Cesarstwa Austriackiego i Królestwa Prus, a kończyła u ujścia do Wisły Potoku Kościelnickiego (okolice Niepołomic), gdzie zbiegały się granice Wolnego Miasta Krakowa, Cesarstwa Austriackiego i Królestwa Polskiego (Imperium Rosyjskiego).
Podgórze i pozostałe tereny na prawym brzegu Wisły, znajdujące się obecnie w granicach administracyjnych miasta Krakowa, znajdowały się wówczas poza obszarem Wolnego Miasta Kraków, w granicach Cesarstwa Austriackiego.